# Ayumi Hamasaki
Ayumi Hamasaki (浜崎あゆみ?; Fukuoka, 2 ottobre 1978) è una cantautrice, produttrice discografica, attrice e modella giapponese.
Fra le più famose artiste giapponesi internazionali.

## Profilo
Dal suo debutto nel 1998 con il primo singolo, Poker Face, ha venduto più di 55 milioni di copie, pubblicando 16 album, 5 mini-album, 6 compilation e 53 singoli. In tutta la storia del Giappone, la Hamasaki (spesso chiamata dai fan con il nomignolo "Ayu") è il terzo "best seller" musicale.
Con l'incisione del suo trentanovesimo singolo, Startin'/Born To Be.., nel 2006, la Hamasaki ha raggiunto un record, diventando la prima cantante donna ad avere 26 singoli al primo posto delle classifiche e 37 singoli nella top ten di Oricon.
È anche la prima cantante giapponese di cui tutti gli album (pubblicati dalla casa discografica Avex) sono entrati in classifica al primo posto. Il suo singolo pre-Avex, Nothing from Nothing, non è infatti entrato nella top ten di Oricon.
Ha vinto il premio Taishō (il più importante premio musicale giapponese) per tre volte consecutive: nel 2001, nel 2002 e nel 2003, dopodiché ha chiesto di non essere più nominata.
Il suo nome d'arte è 浜崎あゆみ, con ayumi scritto in hiragana; all'anagrafe, il suo nome completo sarebbe 浜崎歩.
Il suo 11º album, dal titolo Rock'n'Roll Circus, è uscito il 14 aprile 2010.

## Biografia

### Giovinezza e prime esperienze
Ayumi Hamasaki ha vissuto con la madre dopo l'abbandono del tetto familiare da parte del padre, quando aveva due anni, ed è stata cresciuta soprattutto dalla nonna.
Durante l'adolescenza iniziò la carriera di modella come testimonial di una banca locale. Al liceo veniva considerata un personaggio negativo a causa della tintura ai capelli e delle T-shirt strette che indossava, considerate estremamente sconvenienti nel Giappone di quei tempi. Lasciò la scuola per recarsi a Tokyo, dove avrebbe potuto dedicare tutto il suo tempo alla carriera di modella, sostenuta dalla nonna.
Hamasaki usava lo pseudonimo di Kurumi Hamazaki per recitare in alcuni film a basso costo e telenovelas come Miseinen o Sumo momo momo, senza grande successo; una delle sue interpretazioni più notevoli è in Nagisa no Shindobaddo del 1995, dove assume il ruolo di una ragazza vittima di violenza sessuale. Era troppo bassa per fare la modella professionista; come risultato, trascorreva il tempo per le strade di Tokyo facendo shopping e frequentando discoteche come lo Shibuya club.

### L'ingresso in musica
I primi passi di Ayumi Hamasaki nel mondo della musica furono nella scena rap. Il 1º dicembre 1995 uscì il suo primo album, Nothing from Nothing, realizzato con Dohzi-T. Dopo aver mancato l'ingresso nella classifica di Oricon, la sua agenzia, la Nippon Columbia, l'abbandonò.
In seguito Ayumi conobbe Masato "Max" Matsuura a Velfarre, un locale della Avex Trax, grazie ad una sua amica. Questi le offrì un ingaggio. Ayumi accettò ("Non avevo altro da fare", commentò in seguito), dopo un primo rifiuto causato dalla diffidenza nei confronti di persone molto più grandi di lei.
Abbandonò presto i corsi di canto, dapprima nascondendolo a Matsuura, che una volta scoperto tutto la mandò a New York. Affascinato dal suo modo di scrivere lettere, Matsuura le suggerì di scrivere i testi per le sue canzoni.

### DaA Song for XXaLoveppears
L'8 aprile 1998 fu pubblicato il singolo di debutto di Ayumi Hamasaki, poker face. Si piazzò subito 22º nella classifica di Oricon e riuscì a vendere 43.000 copie. Pubblicando il suo quinto singolo, Depend on You, la Hamasaki raggiunse per la prima volta la top ten delle classifiche. "Depend on you" fu usata come colonna sonora del videogioco Thousand Arms.
Ayumi raggiunse finalmente la posizione numero uno in classifica con il suo primo album, A Song for XX, uscito il 1º gennaio 1999.
Il primo singolo numero uno fu Love~Destiny~, uscito il 14 aprile 1999. Dall'uscita del suo nono singolo, Boys & Girls, seguendo le mode dell'industria musicale, i dischi passarono da 8 cm a 12 cm, in modo da poter contenere più musica. Furono quindi pubblicati anche i primi remix album.
Il suo decimo singolo (triplo A-side), A, è attualmente il suo singolo di maggior successo, con ben 1.600.000 copie vendute.
Il 10 novembre 1999 uscì il suo secondo album, Loveppears, a meno di un anno dal primo. L'album superò i due milioni di copie vendute. La copertina di Loveppears suscitò molto scalpore nell'opinione pubblica, perché mostrava la Hamasaki in topless, col seno coperto dai lunghi capelli. Lo stesso giorno uscì anche il singolo Appears.

### DaDutyaI am...
Nel 2000 fu testimonial per la Visée, ditta di cosmetici giapponese; nello spot fu utilizzata proprio una sua canzone, Vogue. Girò anche alcuni spot per la TU-KA, ditta impegnata nel settore della telefonia cellulare. La cantante guadagnò così molta fama e cominciò ad apparire in diverse riviste.
Da aprile a giugno pubblicò un singolo al mese, vogue, Far away, e Seasons, che sarebbero stati più avanti considerati come una trilogia, "The Trilogy", a causa della loro somiglianza nei testi e nei relativi video. Il 27 settembre pubblicò il suo terzo album completo, Duty. Vendette ben tre milioni di copie, diventando il suo studio album più venduto in assoluto. Nello stesso giorno venne pubblicato anche un singolo a tiratura limitata, Surreal.
Fu poi la volta del singolo M, che denotò una svolta creativa per la Hamasaki, che compose anche alcune canzoni sotto lo pseudonimo di "Crea". In seguito uscì il suo primo best of, A Best.
Nel tardo 2001 il suo secondo album remix, ayu-ro mix 2, fu un record: fu infatti il secondo album remix nella storia della musica giapponese a posizionarsi primo nelle classifiche. Il suo unico predecessore fu l'album della cantante Misia, Little Tokyo.
Il 1º gennaio 2002, venne pubblicato il suo quarto album, I am..., che vendette 2,3 milioni di copie.

### RainbowseA Ballads
Il 18 dicembre 2002 fu pubblicato l'album Rainbow. L'album contiene tracce simili allo stile di "Crea", come l'album precedente. Inoltre nel disco sono presenti per la prima volta canzoni con parti cantate in inglese. L'album fu lanciato tramite una strategia di marketing molto efficace: coloro che avessero comprato l'album immediatamente dopo l'uscita nei negozi avrebbero avuto accesso a un sito internet, protetto da password, contenente una versione strumentale della title track di Rainbow, non presente nell'album. I fan ebbero inoltre la possibilità di inserire suggerimenti per la stesura del testo della canzone.
Il pezzo fu poi inserito nella successiva produzione di Ayumi Hamasaki, la sua compilation A Ballads, pubblicata il 12 marzo 2003. Il disco, una raccolta contenente solo due inediti, rimase pressoché invenduto.

### DaMemorial addressa(miss)understood
In luglio venne pubblicato il singolo &. Dopo la pubblicazione dei singoli forgiveness e No Way to Say, il 17 dicembre 2003, Ayumi pubblicò il suo primo mini-album: Memorial Address. Sorprendentemente, questo nuovo album contiene solo tre canzoni inedite. Grazie a questo disco la Hamasaki diviene la prima e unica cantante solista a vedersi assegnato un disco di platino in Giappone per un mini-album.
Nella primavera del 2004, Ayumi pubblicò Moments in formato CD e CD+DVD, come già avvenuto per Memorial address. Oggi questa combinazione è la routine per le uscite della cantante. Moments contiene il tema dell'ultimo spot pubblicitario girato per la ditta di cosmetici Visée, prima che il contratto con l'azienda finisse. Nel luglio dello stesso anno si verificarono dei disordini all'interno dell'etichetta di Hamasaki, la Avex Trax. Una lite tra Max Matsuura e Yoda, un direttore del label, creò grossi disagi, accompagnati da voci di corridoio circa la volontà di abbandonare l'etichetta da parte di molti artisti, fra i quali la stessa Ayumi Hamasaki, Hiroko Shimabukuro, gli Every Little Thing, Hitomi e i Do As Infinity. La Avex Trax cominciò ad affondare, la vicenda si concluse quando la stessa Hamasaki passò dalla parte di Matsuura, così Yoda si licenziò, ponendo fine alle tensioni venutesi a creare.
Il 15 dicembre del 2004 venne pubblicato il suo sesto album, My Story.
Il suo 38º singolo, Bold & Delicious/Pride, non ebbe molto successo. Presentava uno stile completamente nuovo per Ayumi; sentendo le canzoni degli Sweetbox, la cantante aveva chiesto al compositore Roberto "Geo" Rosan di usare alcune sue musiche.
Il settimo album, (Miss)understood, venne pubblicato il 1º gennaio 2006. Vendette nella prima settimana circa 650.000 copie, raggiungendo il primo posto nelle World Global Charts.

### L'era diSecret
La canzone "Startin'" venne usata come opening theme del videogioco per PlayStation 2 Onimusha: Dawn of Dreams, mentre la canzone "rainy day" (presente nell'album (miss)understood) venne usata come ending theme.
Inoltre, la canzone "Born To Be..." venne usata per le Olimpiadi invernali 2006 da Nippon Television.
Dopo il singolo Startin'/Born To Be..., Ayumi partì per il tour ayumi hamasaki Arena Tour 2006 ~(miss) understood~, che durò tre mesi.
Il 25 ottobre iTunes USA ha aggiunto alcuni artisti nella sezione giapponese includendo Ayumi Hamasaki.
L'ottavo album della Hamasaki, Secret, uscì il 29 novembre 2006. Include le hits Startin', Born To Be..., Blue Bird, Beautiful Fighters, sette nuove canzoni e tre strumentali. All'inizio, l'album era stato annunciato come il suo secondo mini-album, con sette canzoni in totale. Il 23 ottobre 2006, il suo sito ufficiale annunciò un cambio di programma e che Secret era diventato un LP.
Ayumi Hamasaki ha guadagnato l'attenzione dei media grazie al video musicale di "Jewel", costato approssimativamente sui 100 milioni di yen. "Jewel" è uno dei video più costosi mai realizzati.
Secret è stato molto sponsorizzato fuori dal Giappone ed è probabilmente l'album di Ayumi con maggior successo all'estero.
L'8 dicembre CNN International ha mandato in onda un'intervista di circa 30 minuti con Ayumi Hamasaki, come parte di una puntata speciale di Talk Asia, "Japan Now".

### 2007-presente
Il 28 febbraio 2007 fu pubblicato il best album A Best II, che comprende alcune delle migliori canzoni di Ayumi, da "I am..." a "(miss)understood". Le due versioni, Whyte e Black-, raggiunsero la prima e la seconda posizione nella Oricon Weekly Chart, facendo diventare Ayumi la prima cantante donna ad avere due sue pubblicazioni in classifica contemporaneamente.
Per promuovere A Best II e Secret, Ayumi iniziò il suo primo tour con concerti non solo in Giappone, ma anche in altri paesi dell'Asia, tra cui Taiwan e Cina: l'Asia Tour 2007 A-Tour of Secret. Il tour durò da marzo fino alla fine di giugno.
Il 18 luglio del 2007 la Hamasaki torna nelle classifiche con il singolo Glitter/Fated (la canzone "glitter" rappresenta il gioioso inizio di una storia d'amore, mentre la canzone "fated" ne rappresenta il triste epilogo). Vengono girati i videoclip di entrambe le canzoni, che vengono incorporati in un unico filmato, un cortometraggio, dal titolo "距愛 ~Distance Love~".
Dopo appena due mesi torna con un nuovo singolo, dalle atmosfere più rock e cupe (che appaiono anche nel videoclip), Talkin' 2 Myself, uscito il 19 settembre 2007. Qui Ayumi sfoggia un nuovo taglio, molto più corto rispetto al precedente (non è comunque la prima volta che rinnova il suo look in modo così radicale).
L'ultimo singolo che anticipa l'uscita del nono album in studio è Together When..., pubblicato solo in versione digitale il 5 dicembre 2007.
Il 1º gennaio 2008 viene pubblicato Guilty, contenente i tre singoli precedentemente pubblicati nel 2007 e, ovviamente, nuove tracce, per un totale di quattordici. Qui la Hamasaki vira decisamente su un suono più elettronico.
In seguito vennero pubblicati gli album remix: ayu-mi-x 6 Gold e ayu-mi-x 6 Silver.
Nell'aprile 2008, per commemorare il decimo anniversario di Ayumi, fu pubblicato il singolo Mirrorcle World, che arrivò primo in classifica, e la fece diventare la prima cantante donna ad avere ogni anno, per dieci anni consecutivi, un singolo al primo posto.
Poi iniziò il suo secondo tour in Asia, l'Asia Tour 2008-10th anniversary, sempre per celebrare il suo decimo anno di attività.
Il 10 settembre 2008 fu pubblicato A Complete: All Singles, una raccolta di tutte le A-side dei suoi singoli, a partire da "poker face", più una bonus track di "Who..", ricantata per il decimo anniversario.
Il 18 dicembre 2008 fu pubblicato il suo quarantaquattresimo singolo, in quattro versioni, come per Mirrorcle World: Days/Green CD e CD+DVD (contenente "Love 'Destiny'" ricantata per il decimo anniversario) e Green/Days CD e CD+DVD (contenente "TO BE" ricantata per il decimo anniversario). Il DVD di Days/Green contiene il video di "Days" e il making clip di "Green", mentre il DVD di Green/Days contiene il video di "Green" e il making clip di "Days". La canzone "Green" è stata usata per una pubblicità della Panasonic.
Il 25 febbraio 2009 viene messa in vendita un'altra doppia A-side: Rule/Sparkle, in tre versioni: CD-Green Version (contenente un remix di "Green" e la sua versione acustica), CD-Days Version (contenente un remix di "Days" più la sua versione acustica) e CD+DVD (contenente un remix di "Rule"). La canzone "Rule" è stata usata come ending del film Dragonball Evolution,, mentre la canzone "Sparkle" per la pubblicità della Honda Zest Spark.
Il 25 marzo 2009 viene pubblicato il suo decimo studio album, Next Level (contenente i singoli Days/Green e Rule/Sparkle, più altre 10 canzoni) in ben quattro versioni: CD, CD+DVD (il DVD contiene i video di "Green", "Days", "Rule", "Sparkle", "Next Level" e "Curtain call" e i rispettivi making clip), 2CD+DVD (il secondo CD contiene le tracce audio di alcune canzoni cantate nel Premium Countdown Live 2008-2009) e in versione digitale dentro una pen-drive da due gigabyte (contenente le tracce audio, i video e i making in mp4 e il photobook), tutte con un case di colore diverso. Sebbene l'album abbia debuttato al primo posto in classifica e sia rimasto in vetta per 18 settimane, è quello di Ayumi che ha venduto di meno.
Il 12 agosto 2009, Ayumi ha pubblicato il singolo estivo Sunrise/Sunset (Love is All). La canzone "Sunrise (Love Is All)" è stata usata come opening del dorama giapponese Dandy Daddy?. Il singolo invernale della cantante giapponese è invece uscito il 29 dicembre 2009, e si intitola You Were../Ballad.
Il 14 aprile 2010 è stato lanciato il suo undicesimo studio album, dal titolo Rock'n'Roll Circus. Il disco ha subito raggiunto la vetta delle classifiche, facendo della Hamasaki l'unica cantante donna solista ad aver piazzato, negli ultimi venti anni, dieci album al numero 1 delle classifiche nipponiche.
Nel 2010, in pochi mesi, Ayumi ha raggiunto la quota dei 50 singoli pubblicati, con l'uscita estiva di Moon/Blossom il 14 luglio, poi di crossroad il 22 settembre, e infine del maxi-singolo L il 29 dello stesso mese. "crossroad" è un pezzo dal ritmo elettronico che richiama lo stile dei primi successi della Hamasaki, mentre "Virgin Road", "Sweet Season" e "Last angel", le tracce contenute in L, sono tre ballate accompagnate dal pianoforte.

### La sordità
Poco dopo l'uscita dell'album Guilty la Hamasaki annuncia che, a causa di un incidente avvenuto diversi anni prima, è diventata quasi completamente sorda dall'orecchio sinistro. Aggiunge però che, nonostante questo difficile handicap (soprattutto per un'artista impegnata nel campo musicale), continuerà la sua carriera come ha sempre fatto.

### Vita privata
Il 1º gennaio 2011, Ayumi Hamasaki ha annunciato ai suoi fan il matrimonio con l'attore e modello austriaco Manuel Schwarz. Nonostante il matrimonio, Ayumi ha promesso ai suoi fan che non si sarebbe ritirata, e ha infatti continuato a comporre musica. Il matrimonio tra la cantante giapponese ed il marito austriaco si è concluso dopo poco più di un anno con il divorzio nel mese di gennaio 2012. Il 13 dicembre 2013 annuncia ufficialmente il suo fidanzamento con un venticinquenne studente di Los Angeles. Nel settembre 2016 la coppia divorzia dopo 1 anno di fidanzamento e 2 anni di matrimonio.

## I simboli
Ayumi Hamasaki usa alcuni simboli per rappresentare il suo nome o i suoi singoli/canzoni.

### La prima A
La prima volta che ha usato un simbolo per titolo è stato per il suo undicesimo singolo A. I bordi del simbolo rappresentano le A-side del singolo: monochrome, Trauma, too late ed End roll. Questo è l'unico contesto in cui ha usato questo simbolo.

### La seconda A
La seconda A è usata da Ayumi Hamasaki per identificare sé stessa. Ne ha fatto una variazione per il suo cartone animato, Ayupan.

### M
Questo simbolo fu usato per il suo diciannovesimo singolo M, che, a differenza di A, aveva solo una canzone. Questo simbolo è usato sempre quando compare la M nella tracklist.

### H
Questo simbolo, rappresentante la lettera H, venne usato solo per il maxi-singolo omonimo, uscito nel 2002.

### La terza A
La terza A è usata per sponsorizzare il suo settimo album, (miss)understood. È usata anche nel DVD live di quest'ultimo e nel sito mu-mo (il negozio online della Avex).

### La quarta A
La quarta A è usata per celebrare il suo decimo anniversario di carriera nel campo musicale, utilizzata nel retro del singolo "Mirrorcle World".

## Discografia
- 1999 - A Song for ××
- 1999 - Loveppears
- 2000 - Duty
- 2002 - I am...
- 2002 - Rainbow
- 2004 - My Story
- 2006 - (Miss)understood
- 2006 - Secret
- 2008 - Guilty
- 2009 - Next Level
- 2010 - Rock 'n' Roll Circus
- 2012 - Love Songs'
- 2012 - Party Queen
- 2013 - Love again
- 2014 - Colours
- 2015 - A One
- 2016 - M(a)de In Japan
- 2018 - Trouble
- 2023 - Remember You

## Premi
| Anno | Award |
| ---- | --- |
| 1999 | - Japan Gold Disc Award - New Artist of the Year - Japan Gold Disc Award - Pop Album of the Year (A Song for XX) - All Japan Request Awards - Grand Prix - Fifth highest grossing artist of the year |
| 2000 | - Japan Gold Disc Awards - Pop Album of the Year (Loveppears) - Japan Gold Disc Awards - Song of the Year (A) - Record: The only artist to have four albums in Oricon Top 10 simultaneously - 42nd Japan Record Awards - Best Album (Duty) - The Japan Record Awards - Gold Prize (Seasons) - Highest grossing artist of the year |
| 2001 | - Japan Gold Disc Awards - Artist of the Year - Japan Gold Disc Awards - Song of the Year (M, Seasons) - Japan Gold Disc Awards - Pop Album of the Year (Duty) - Japan Cable Award - Grand Prix - 43rd Japan Record Awards - Gold Prize (Dearest) - The Japan Record Awards - The Award (Dearest) - MTV Video Music Awards Japan - Best Female Artist - MTV World Music Awards - Best Japanese Pop/Rock Artist - MTV World Music Awards - World's Best-Selling Asian Artist - 130 million people choose best artist award - Best artist - Highest grossing artist of the year |
| 2002 | - Japan Gold Disc Awards - Artist of the Year - MTV Asia Awards - Best Female Artist Award - MTV Asia Awards - Most Influential Japanese Artist In Asia (special award) - Japan Gold Disc Awards - Pop Album of the Year (A Best, I am…) - Japan Cable Award - Grand Prix - 44th Japan Record Awards - Gold Prize (Voyage) - The Japan Record Awards - The Award (Voyage) - Oricon Awards - Best selling remix album of the year (Super Eurobeat presents ayu-ro mix) - All Japan Request Awards - Grand Prix - 130 million people choose best artist award - Best artist - Un-sorted - All Japan Request Award - Highest grossing artist of the year |
| 2003 | - MTV Video Music Awards Japan - Best Female Video (Because of You) - MTV Video Music Awards Japan - Best Pop Video (No way to say) - MTV Video Music Awards Japan - Best Live Performance Presented by Asahi Super Dry - Japan Gold Disc Awards - Song of the Year (Free & Easy, H, Voyage) - Japan Gold Disc Awards - Rock/Pop Album of the Year (Rainbow) - 45th Japan Record Awards - Gold Prize (No way to say) - The Japan Record Awards - The Award (No way to say) - 130 million people choose best artist award – Best artist - All Japan Request Awards - Grand Prix - World Music Awards - Best Japanese Pop/Rock Artist - Oricon Chart Awards - Best Selling Album Title Award - Oricon Chart Awards - Best Hit Award - Highest grossing artist of the year - Only J-Pop artist to receive the Grand Prix Award for 4 straight years from 2000-2003                                       |
| 2004 | - Japan Gold Disc Awards - Artist of the Year - Hito Awards Taiwan - Best foreign Artist - Hito Awards Japan - Moments - Japan Gold Disc Awards - Rock/Pop Album of the Year (A Ballads, &, Memorial address) - 130 million people choose best artist award - Best artist - Fifth highest grossing artist of the year |
| 2005 | - 130 million people choose best artist award - Best artist - Hito Awards Taiwan - Best foreign Artist - Hito Awards Japan (My Name's Women) - Japan Gold Disc Awards - Song of the Year (Moments, Inspire) - Musicnet Awards - Best Album (My Story) - Best Selling solo and female Japanese Artist Awards (Worldwide Award) - World Music Awards - Best-Selling Japanese Artist - Fourth highest grossing artist of the year |
| 2006 | - No. 2 ranking for Total Female Artist Album Sales - No. 1 ranking for Total Female Artist Single Sales (more than 20 millions single copies) - Musicnet Awards - Best Artist - Musicnet Awards - Best Album ((miss)understood) - Musicnet Awards - Best Single (Heaven) - Musicnet Awards - Best Concert Video (Arena Tour 2005: My Story) - 130 million people choose best artist award - Best artist - The Japanese artist with all Original Albums ranked no.1 consecutively from debut Album - Fifth highest grossing artist of the year |
| 2007 | - 4th Best Selling Japanese Artist in history - Best Selling Japanese Female Artist in history - First female solo artist in 36 years who have simultaneously occupied the top two positions at the album chart - Record: Best Selling Female & Solo Japanese Artist in history - Japan Gold Disc Awards - Rock/Pop Album of the Year ((miss)understood, Secret) - Japan Gold Disc Awards - Million Sales Album Artist Card ((miss)understood) - RTHK International Awards - Best Japanese Song of the Year (Secret) - Hito Awards Taiwan - Best foreign Artist of 2007 - 130 million people choose best artist award - Best artist - Second Best Selling Artist of 2007 - Highest Earning Female Celebrity of 2007 - Asian MUSIC eXtreme Awards 2007 - 2007 Best Asian female single artist - Second highest grossing artist of the year                                                             |
| 2008 | - Record: Only female and solo artist with 30 number one singles - Record: Only female and solo artist with 40 TOP 10 singles - Record: Artist with most #1 singles within consecutive years (10) - MTV Student Voice Awards - Best Female Artist - Mnet KM Music Festival Korea - Best Pop Artist (Asia) - Mnet KM Music Festival Korea - Best Concert DVD (Asia) (Asia Tour 2007: Tour of Secret) - Musicnet Awards - Best Artist - Musicnet Awards - Best Album (A Best 2 White, A Best 2 Black) - Musicnet Awards - Best Single (talkin' 2 myself) - Musicnet Awards - Best Concert Video (Asia Tour 2007: Tour of Secret) - Hito Awards Taiwan - Best foreign Artist - Yahoo! Hong Kong Buzz Music Awards - Best International Female Artist - Highest Earning Female Celebrity of 2008 - 130 million people choose best artist award - Best artist - Second highest grossing artist of the year |
| 2009 | - French J-Awards - Best "Best of" Album of 2008 (A Complete: All Singles) - French J-Awards - Most wanted Japanese artist in France for 2009 - Japan Gold Disc Awards - Rock/Pop Album of the Year (A Complete: All Singles) - First artist to have at least one album and one single debut at #1 for 11 consecutive years - Musicnet Awards - Most consistently attractive female artist - First female artist to have a photobook top the Oricon Book Chart - 7th Best Album of 2009 according to RIAJ (A Complete: All Singles) |